# القواعد الاثنتي عشرة للخط العربي

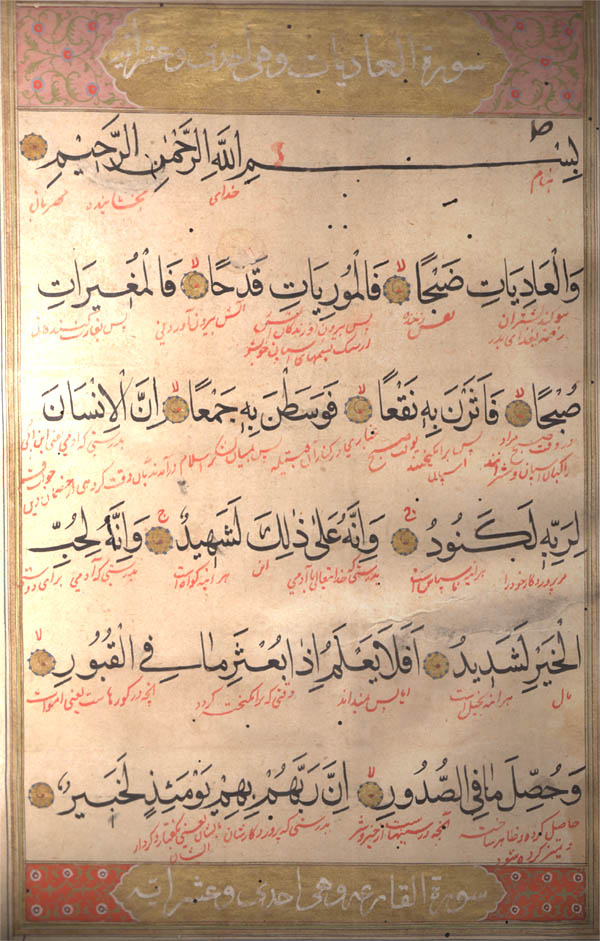
صفحة من القرآن الكريم بخط النسخ.

القواعد الاثنتي عشرة للخط العربي هي القواعد المستخدمة في أغلب الخطوط العربية، وخاصة في خط السداسيات وخط النستعليق. وضع هذه القواعد ابن مقلة (شوال 272-328 هـ/مارس 886-940 م) الوزير العباسي، بمساعدة أخيه أبو عبد الله الحسن أواخر القرن الثالث وأوائل القرن الرابع الهجري. قام ابن مقلة بتنظيم الخطوط من خلال إكمال وتصنيف الخطوط المختلفة التي كانت شائعة بين النساخ والخطاطين في ذلك الوقت، والذي أدى لزيادتها وتنوعها. وقد استند في رسم الخطوط على السطح والمحيط، أي قياس الحروف والكلمات والخطوط بما يتناسب مع حركاتها المستقيمة أو المنحنية. ومن خلال هندسة أبعاد الحروف، وقام ابن مقلة بقياس حجم الحروف بالاعتماد على النقاط. لقد استند كل سطر على طول حرف ألفا وحجم الحرف الدائري. بعد ابن مقلة، وسع الخطاطون هذه القواعد تدريجيًا، ومن أبرزهم الخطاط ابن بواب الذي أتقن هذه القواعد، وقد كان له أثر كبير في إتمام الثلث والنسخ والرقعة من خلال شحذ قلمه بعناية واختيار التركيب، ومن خلال تدريب عددٍ كبيرٍ من الطلاب.

## القواعد الاثنتي عشرة
1. النقطة: تُستخدم كوحدة قياس لتحديد أبعاد الحروف والمسافات بينها، مما يضمن التناسق في الكتابة.
2. الدائرة: تُستخدم لرسم الحروف المنحنية وتحديد استداراتها، مما يساعد في تحقيق التوازن في أشكال الحروف.
3. الميزان: يشير إلى التناسب بين ارتفاع الحرف وعرضه، مما يضمن الانسجام البصري في النص المكتوب.
4. السطح والمحيط: يرتبطان بتحديد الأجزاء المستقيمة والمنحنية في الحرف، مما يساعد في تحقيق الدقة في تشكيل الحروف.
5. الخط المستقيم: يُستخدم لضبط استقامة الحروف العمودية والأفقية، مما يضمن وضوح النص.
6. الخط المنحني: يُعنى بتحديد الأقواس والانحناءات في الحروف، مما يضفي جمالًا على الكتابة.
7. التدوير: يشير إلى كيفية تدوير الحروف لتحقيق التناسق في الأشكال الدائرية.
8. الامتداد: يتعلق بتمديد بعض الحروف لتحقيق التوازن في الكلمة.
9. التشابك: يُعنى بكيفية تداخل الحروف وتراكبها بطريقة فنية.
10. التناسب: يشير إلى العلاقة النسبية بين أجزاء الحرف الواحد وبين الحروف في الكلمة.
11. الاصطفاف: يتعلق بمحاذاة الحروف والكلمات لتحقيق انتظام النص.
12. الزخرفة: تُستخدم لإضافة عناصر جمالية إلى النص المكتوب.

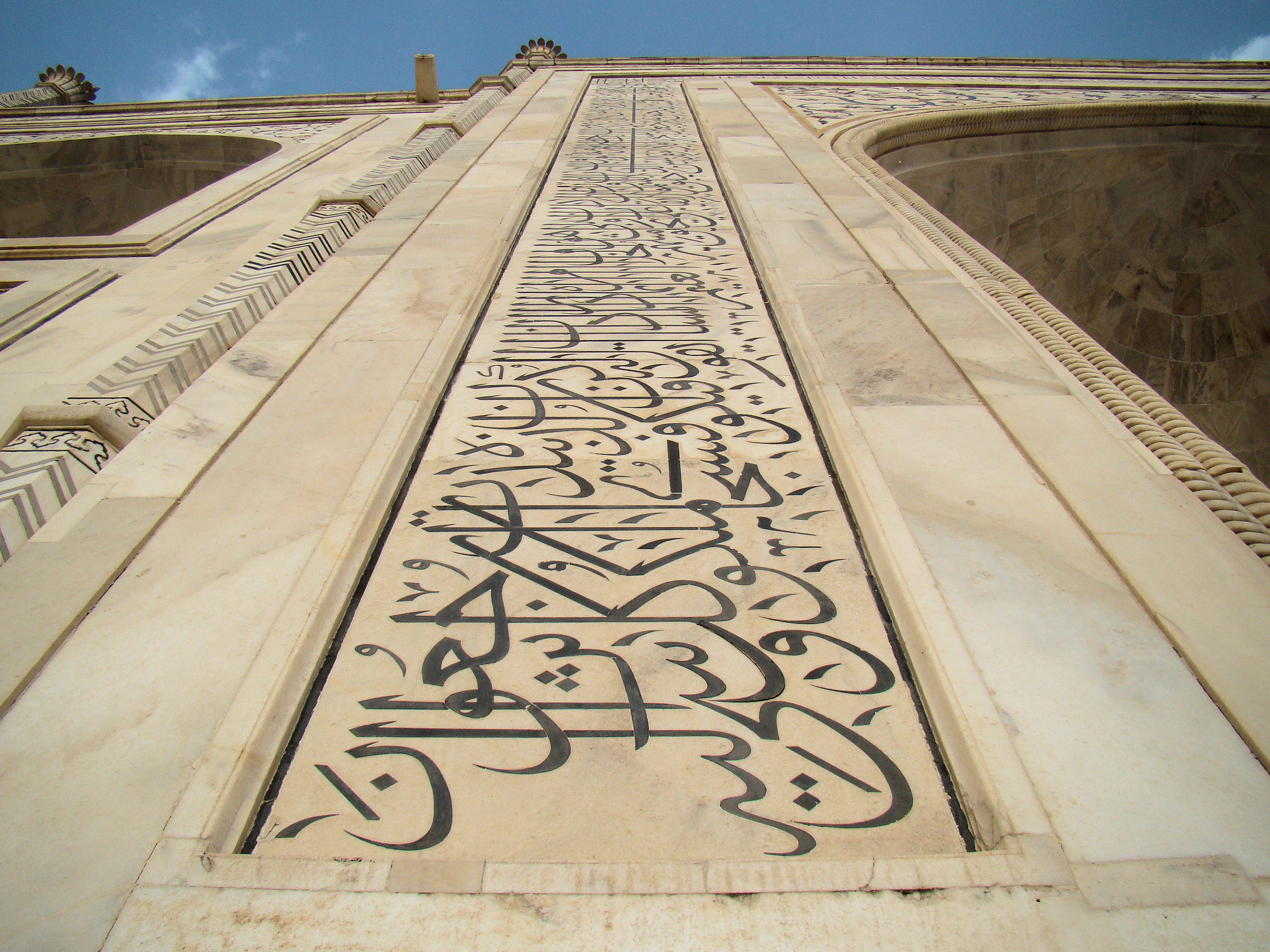
نَمُوذَج لِخَطِّ الثَلُث مَكْتُوب عَلَى أَحَد أَقْواسِ تاج محل.

أسهمت هذه القواعد في تطوير الخطوط العربية المختلفة، مثل خط الثلث وخط النسخ وخط الرقعة، حيث اعتمد الخطاطون عليها لضبط أشكال الحروف وتناسقها. كما ساعدت في تسهيل عملية تعليم الخط العربي ونقله عبر الأجيال، مما أدى إلى ازدهار فن الخط العربي وانتشاره في مختلف أنحاء العالم الإسلامي. بالإضافة إلى ذلك، لعبت هذه القواعد دورًا مهمًا في تزيين المخطوطات والعمارة الإسلامية، حيث استُخدمت في كتابة المصاحف وتزيين جدران المساجد والقصور، مما أضفى طابعًا جماليًا وروحيًا على هذه الأماكن.